# Guillaume-Hugues d'Estaing
Guillaume-Hugues d'Estaing (Étain, ? - Roma, 28 de outubro de 1455) foi um cardeal do século XV.

## Primeiros anos
Filho de Hugues, também chamado de Huln. Ele também está listado em fontes alemãs como Wilhelm Huhn. Seu sobrenome também está listado como de Stagno; e como Estain de Murollis. Ele foi chamado de Cardeal de Metz.

## Educação
Obteve o doutorado in utroque iure, tanto em direito canônico quanto em direito civil. Entrou na Ordem de São Bento (Beneditinos).

## Sacerdócio
Ordenado (nenhuma informação adicional encontrada). Arquidiácono de Verdun. Arquidiácono de Metz. Enviado ao Conselho de Basileia. Em 1437, foi membro da comissão conciliar que relatou a má administração da igreja pelo Papa Eugênio IV. Ele foi um dos eleitores do Antipapa Félix V em 5 de novembro de 1439.

## Cardinalato
Criado sacerdote pseudocardeal pelo Antipapa Félix V em 6 de abril de 1444 em Genebra, com o título de S. Marcello; ele recusou e juntou-se à obediência do Papa Nicolau V, que o absolveu. Criado cardeal-presbítero pelo Papa Nicolau V no consistório de 19 de dezembro de 1449; publicado no dia seguinte; recebeu o título de S. Sabina em 12 de janeiro de 1450; entrou em Roma em 30 de novembro de 1450; recebeu o chapéu vermelho no dia seguinte; as cerimônias finais de sua criação cardinalícia ocorreram em 11 de dezembro de 1450.

## Episcopado
Eleito bispo de Sião em 1º de março de 1451; o capítulo da catedral preferia seu reitor, Henri Asperlin; seguiu-se uma situação confusa; e o cardeal renunciou ao governo da sé em 11 de setembro de 1454. Consagrado (nenhuma informação encontrada). Nomeado conde de Valais. Participou do consistório secreto de 27 de outubro de 1451. Camerlengo do Sagrado Colégio dos Cardeais, de novembro de 1452 a 5 de novembro de 1453. Nomeado bispo de Fréjus, 27 de junho de 1453; ocupou a sé até sua morte. Participou do conclave de 1455, que elegeu o Papa Calisto III.
Morreu em Roma em 28 de outubro de 1455. Sepultado na capela do Rosário da basílica de S. Sabina, Roma